# 8611 Judithgoldhaber
8611 Judithgoldhaber este un asteroid din centura principală de asteroizi.

## Descriere
8611 Judithgoldhaber este un asteroid din centura principală de asteroizi. A fost descoperit pe 18 octombrie 1977 la Observatorul Palomar de Schelte J. Bus. Asteroidul prezintă o orbită caracterizată de o semiaxă mare de 2,38 ua, o excentricitate de 0,22 și o înclinație de 2,6° în raport cu ecliptica.